# Émile Adan

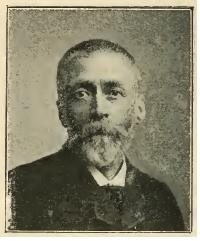
Émile Adan 1895

Louis-Émile Adan, genannt Émile Adan (* 1839 in Paris; † 1937 ebenda) war ein französischer Illustrator und Maler.

## Leben
Nach erstem künstlerischen Unterricht in seiner Familie kam er schon früh an die École des Beaux-Arts. Dort wurde er u. a. Schüler von François-Édouard Picot und Alexandre Cabanel.
Mit der Unterstützung seiner Lehrer konnte Adan 1863 erstmals an der jährlich stattfindenden Ausstellung des Salon de Paris teilnehmen. Seine Werke wurden von der offiziellen Kunstkritik gut aufgenommen und Adan nahm bis kurz vor seinem Tod an diesen Ausstellungen teil. Émile Adan starb 1937 in Paris und fand dort auch seine letzte Ruhestätte.

## Rezeption
Er dauerte einige Jahre, bis er zu einem eigenen Stil gefunden hatte und neben der Ölmalerei wurde das Aquarell zu einem Schwerpunkt seines Schaffens. Daneben konnte er sich mit den Jahren auch mit der Illustration von Büchern einen Namen machen.

## Ehrungen
- 1892 Chevalier der Ehrenlegion
- 1931 Prix Bonnat[1]

## Werke (Auswahl)
Ölgemälde
- La partie de quilles.
- Dernier jour de vente. 1875.
- La sortie de l'église de Ciboure. 1863.
- La coquette.

Buchillustrationen
- Jean de La Fontaine: Fables de la Fontaine.
- Gustave Flaubert: Le cœur simple.
- André Theuriet: Le secret de Gertrud.